# Héroes (novela de Ray Loriga)
Héroes escrita el año 1993, es la tercera novela del escritor madrileño Ray Loriga quién pertenece al grupo de jóvenes narradores españoles al que se ha denominado "primera generación de escritores de la democracia española" o "Generación X".
Recibió el Premio de novela El Sitio, de Bilbao por esta obra.

## Trama
Su protagonista es un chico joven que cansado de que los días transcurran sin emociones, decide encerrarse acompañado de sus canciones y de sus recuerdos. Jura que no saldrá. Es como si decidiera abandonar el mundo real y se sumergiera en un mundo ficticio.
La obra se desarrolla sin ningún orden, todo es un caos, pero un caos onírico. Y esto justifica la falta de un desarrollo lineal. Porque los sueños no tienen un desarrollo normal, ni siquiera nos cuentan una historia normal. Nuestro protagonista no quiere salir de ese mundo de fantasía, parece que huye de la madurez.
Construida con la forma de un libro de relatos muy cortos, la novela nos lleva de David Bowie a Mick Jagger o a Bob Dylan. Los 60 y los 70 están de vuelta en el corazón de ese chico solitario que solo quiere una chica bonita y una jarra de cerveza.
- Datos: Q5906570